# Ла-Кро (кантон)
Ла-Кро (фр. La Crau) — кантон на юго-востоке Франции, в регионе Прованс — Альпы — Лазурный Берег (департамент — Вар, округ — Тулон). Впервые кантон образован в 1973 году в качестве административного центра для коммун округа Тулон. С 22 марта 2015 года в состав кантона входят не только часть коммуны Йер и ещё 4 коммуны округа Тулона, но и одна коммуна округа Драгиньян (Райоль-Канадель-сюр-Мер).

## Состав кантона
С марта 2015 года площадь кантона — 250,96 км², включает в себя 5 коммун и часть коммуны Йер, население — 46 989 человек, плотность населения — 187,24 чел/км² (по данным INSEE, 2012).
| Коммуна                              | Французское название  | Площадь, км²                 | Население, чел. (2012)        |
| ------------------------------------ | --------------------- | ---------------------------- | ----------------------------- |
| Коммуны округа Тулон (4 + часть Йер) |                       |                              |                               |
| Борм-ле-Мимоза                       | Bormes-les-Mimosas    | 97,32                        | 7 698                         |
| Йер                                  | Hyères                | Кантон: — ? (всего — 132,28) | Кантон: 7 704 (всего: 55 402) |
| Ла-Кро                               | La Crau               | 37,87                        | 16 592                        |
| Ла-Лонд-ле-Мор                       | La Londe-les-Maures   | 79,29                        | 9 116                         |
| Ле-Лаванду                           | Le Lavandou           | 29,65                        | 5 165                         |
| Коммуна округа Драгиньян (1)         |                       |                              |                               |
| Райоль-Канадель-сюр-Мер              | Rayol-Canadel-sur-Mer | 6,83                         | 714                           |

В 2012 году в состав кантона входило 4 коммуны округа Тулон, численность населения составляла 37 216 человек (INSEE, 2010).
| Коммуна        | Французское название | Площадь, км²                 | Население, чел. (2012)      |
| -------------- | -------------------- | ---------------------------- | --------------------------- |
| Йер            | Hyères               | Кантон: — ? (всего — 132,28) | Кантон: 674 (всего: 55 402) |
| Каркеран       | Carqueiranne         | 14,48                        | 9 899                       |
| Ла-Кро         | La Crau              | 37,87                        | 16 592                      |
| Ла-Лонд-ле-Мор | La Londe-les-Maures  | 79,29                        | 9 116                       |